# Залы B&W
Залы B&W (дат. B&W Hallerne) — бывший промышленный комплекс, который расположен на острове Рефсхалеёэн в Копенгагене, Дания. Комплекс построен в начале 1960-х годов как датская судоверфь компанией Burmeister & Wain (по имени Карла Кристиана Бурмейстера и Уильяма Уэйна). Состоит из двух больших залов (холлов) общей площадью 15 000 м², которые до 1996 года использовались для строительства кораблей. В настоящее время используется как культурно-развлекательный комплекс для проведения различных мероприятий.

## История
B&W являлась ведущей судостроительной компанией мира в 1950-х годах. Оба зала на острове Рефсхалеёэн являлись крупнейшим местом работы в Дании, где количество сотрудников составляло между 2000 и 3000 человек. В прошлом, остров, как и верфь, отличался большим количеством рабочих, которые поддерживали левых и социал-демократов. Об острове и его профсоюзах было известно даже в СССР[прояснить], который делал несколько заказов на постройку кораблей от B&W.
В 1996 году «Burmeister & Wain» объявил о своём банкротстве и верфь перешла в собственность компании «Refshaleøen», которая в настоящее время отвечает за аренду помещений на острове. С тех пор здесь проводились различные культурные мероприятия, а оба зала использовались в качестве склада королевского театра и пейнтбол-арены.

## Евровидение
2 сентября 2013 года датский общественный вещатель DR объявил, что залы B&W были выбраны как место проведения конкурса песни Евровидение 2014 и он будет проходить в секции зала № 2, который будет преобразован в музыкальную арену с вместимостью в 10 000 зрителей. Все окружающие зал здания также будут преобразованы в «остров Евровидения», который будет использоваться в качестве сферы дополнительных услуг, связанных с конкурсом.
Несмотря на то, что оба зала являются одними из самых высоких зданий в Дании, они не предназначены для проведения концертов. Нильс Юль Нильсен, исследователь индустриального общества XX века в университете Копенгагена и автор книги о B&W, считал, что Рефсхалеёэн и оба зала могут быть преобразованы в нечто захватывающее, так как местность содержит такое большое количество истории, которое может быть использовано во время представления конкурса песни Евровидение. Административный директор компании «Refshaleøen», Кристиан Херскинн, утверждает, что звук будет хорошим:

Мы провели множество испытаний в залах, и всё сходится к тому, что мы добьёмся хорошего уровня (звука). Так что нет никаких причин для беспокойства.
Оригинальный текст (англ.)We have carried out many tests in the halls and all of them conclude that we will achieve a good level (of sound). So there is no reason to be concerned.
— Кристиан Херскинн